# Metachrostis egens
Metachrostis egens là một loài bướm đêm trong họ Erebidae.